# Príncipe de Vergara metróállomás
Príncipe de Vergara metróállomás Spanyolország fővárosában, Madridban a madridi metró 1-es vonalán.

## Metróvonalak
Az állomást az alábbi metróvonalak érintik:
- 2-es metróvonal
- 9-es metróvonal

## Kapcsolódó állomások
A metróállomáshoz az alábbi állomások vannak a legközelebb:
- Goya (Las Rosas, 2-es metróvonal)
- Ibiza (Arganda del Rey, 9-es metróvonal)
- Retiro (Cuatro Caminos, 2-es metróvonal)
- Núñez de Balboa (Paco de Lucía, 9-es metróvonal)